# Villa d'Elboeuf

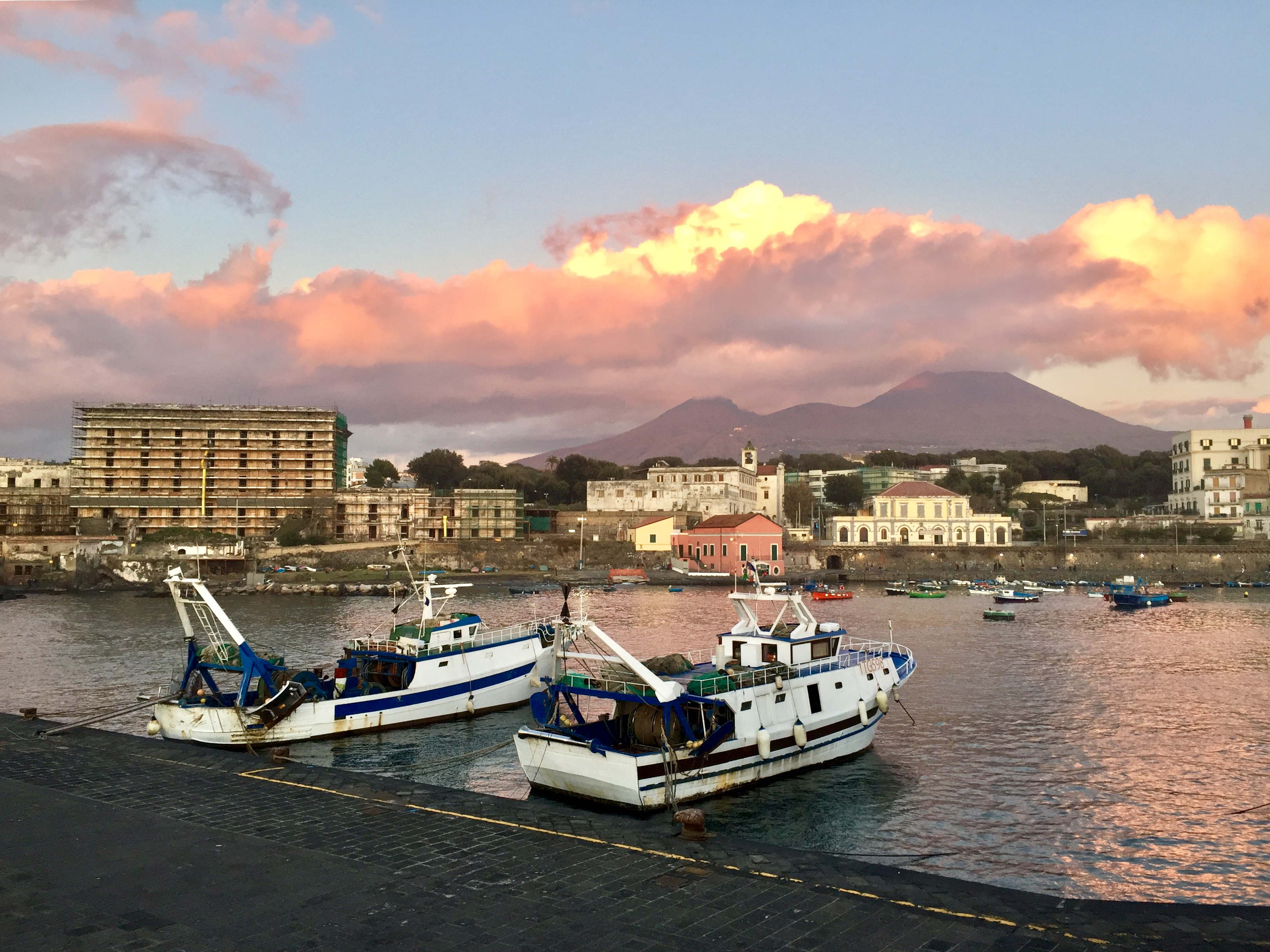
Porto del Granatello, Villa d'Elboeuf - Portici (2018)

La villa d'Elboeuf è un palazzo settecentesco di Portici, sita nelle immediate vicinanze del porto del Granatello. È la prima, in ordine cronologico, delle 122 ville vesuviane del Miglio d'oro.

## Storia

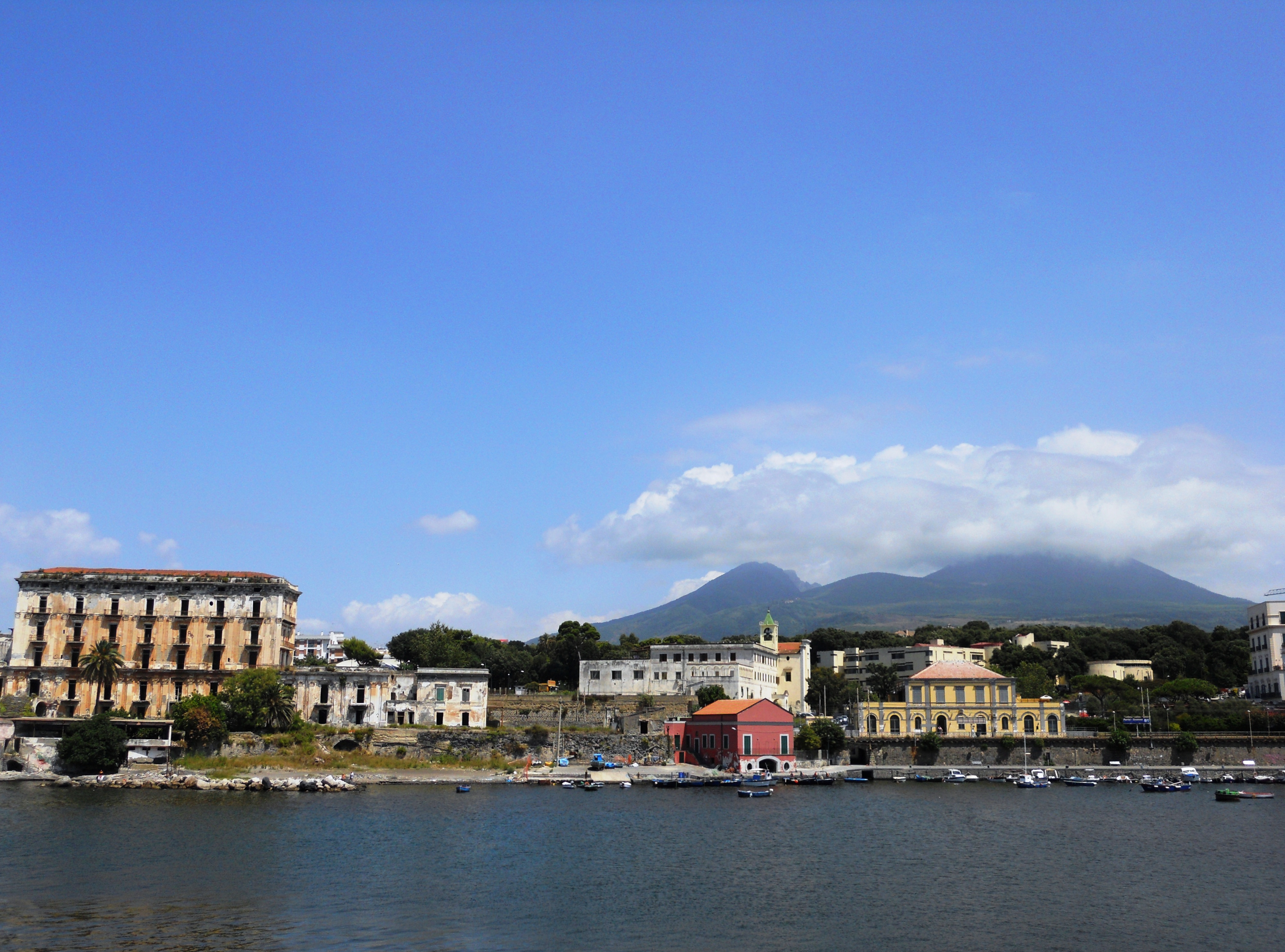
Il molo del Granatello e la Villa d'Elboeuf (2011)

### Le origini
Fu fatta costruire nel 1711 dal duca d'Elboeuf, su disegno di Ferdinando Sanfelice. L'edificio, di pianta rettangolare, si sviluppava su due piani, con una loggetta dalla parte del Vesuvio e due terrazze sul mare, una verso Torre del Greco ed una verso Napoli. Sulla facciata principale, rivolta verso il mare, si aprivano due portali, a cui di accedeva da una doppia scala ellittica con balaustra in marmo e piperno. Il duca d'Elboeuf fece piantare numerose piante esotiche nel giardino della villa, e la abbellì con numerosi manufatti recuperati da quelli che sarebbero diventati di lì a poco gli scavi archeologici di Ercolano.
Pochi anni dopo la fine della costruzione, nel 1716, la villa venne ceduta da D’Elboeuf per 11.000 ducati a Don Giacinto Falletti Arcadi, marchese di Bossia  e duca di Cannalonga. Nel 1738 la villa ospitò Carlo di Borbone, che si innamorò di quei luoghi e fece costruire nelle vicinanze la Reggia di Portici. Nel 1742 il re acquistò la villa dagli eredi del Falletti, trasformandola in dépendance della reggia, della quale costituiva anche l'approdo dal mare. Durante il regno di  Gioacchino Murat (1808 - 1815) la moglie Carolina Bonaparte, ai piedi della villa, vi fece costruire un bagno di mare per lei e per le figlie. Incastonato nella lava tufacea del 79 d.C. il bagno di Carolina Bonaparte rimane l'unico esempio di architettura balneare stile impero esistente sul pianeta.

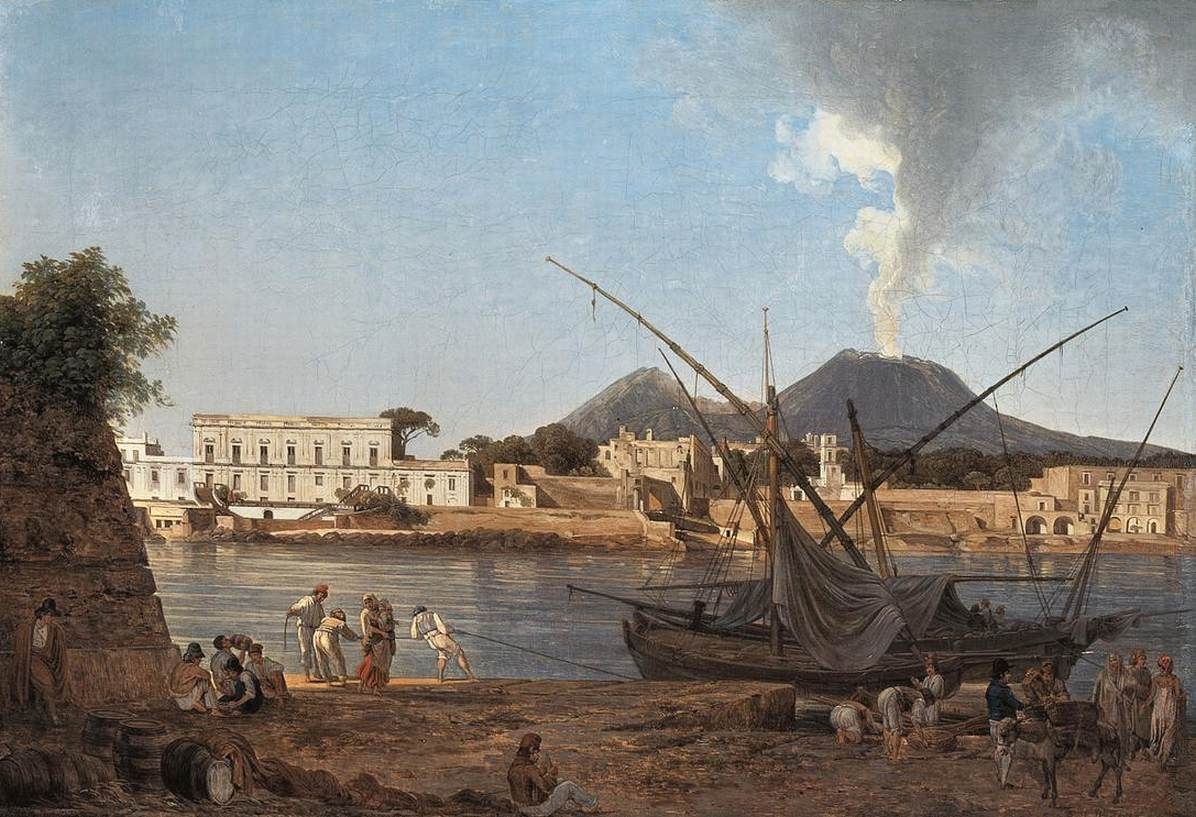
Il molo del Granatello a Portici e la Villa d'Elboeuf (a sinistra) in un dipinto ottocentesco di Joseph Rebell

### Il lento ed inesorabile declino
Il declino della villa cominciò nel 1839, quando la costruzione della prima linea ferroviaria italiana, la Napoli-Portici, tagliò la comunicazione tra il palazzo ed il parco retrostante, distruggendo l'unità architettonica e l'armonia del complesso. Con la successiva unità d'Italia i beni dei Borbone furono alienati, la villa fu messa all'asta ed acquistata dalla famiglia Bruno. Inizia una stagione di declino che si completerà con molteplici operazioni speculative, tra cui la sopraelevazione di due piani dell’edificio. Nel 1951 gli eredi Bruno donarono Villa d’Elbeouf al Santuario della Beata Vergine del Rosario di Pompei.   
Nel 1978 fu venduta a una società immobiliare, che però andò fallita. Nel frattempo, erano state sgomberate le abitazioni. L'edificio, seppure vincolato ai sensi della legge 1089/1939, ed inserito nell'elenco delle Ville vesuviane del Miglio d'oro, versava in uno stato di grave fatiscenza. Le grandi scalinate d'accesso furono depredate delle balaustre in marmo, e molti degli interni in rovina a causa di intemperie ed incendi. Il tetto, costruito con una struttura portante in legno, era crollato in diversi punti. Diverse pareti interne furono abbattute e molti locali sventrati in seguito ad atti di sciacallaggio mirati a depredarne il rame dei cavi elettrici. La struttura fu interessata da diversi incendi ed utilizzata come dimora da parte dei senzatetto.

### Il recupero da parte dei privati
Il 26 aprile 2013, la villa è stata venduta per 4 milioni di euro ad una cordata di imprenditori, che ne cureranno il restauro sotto la sorveglianza della Soprintendenza.
Il 5 febbraio 2014, un'ampia porzione del muro esterno della villa, che costeggia la linea ferroviaria, è crollata finendo sulle rotaie, interrompendo il traffico sulla tratta Napoli - Torre Annunziata
Il 12 aprile 2015 dopo un anno di attesa i treni regionali sono tornati a percorrere la Ferrovia Napoli-Salerno grazie alla costruzione di una galleria artificiale, la rimozione dei ponteggi abusivi e la messa in sicurezza del palazzo settecentesco.
Nel 2019, dopo anni di fermo del cantiere, sono ripresi i lavori di restauro.

## Galleria d'immagini

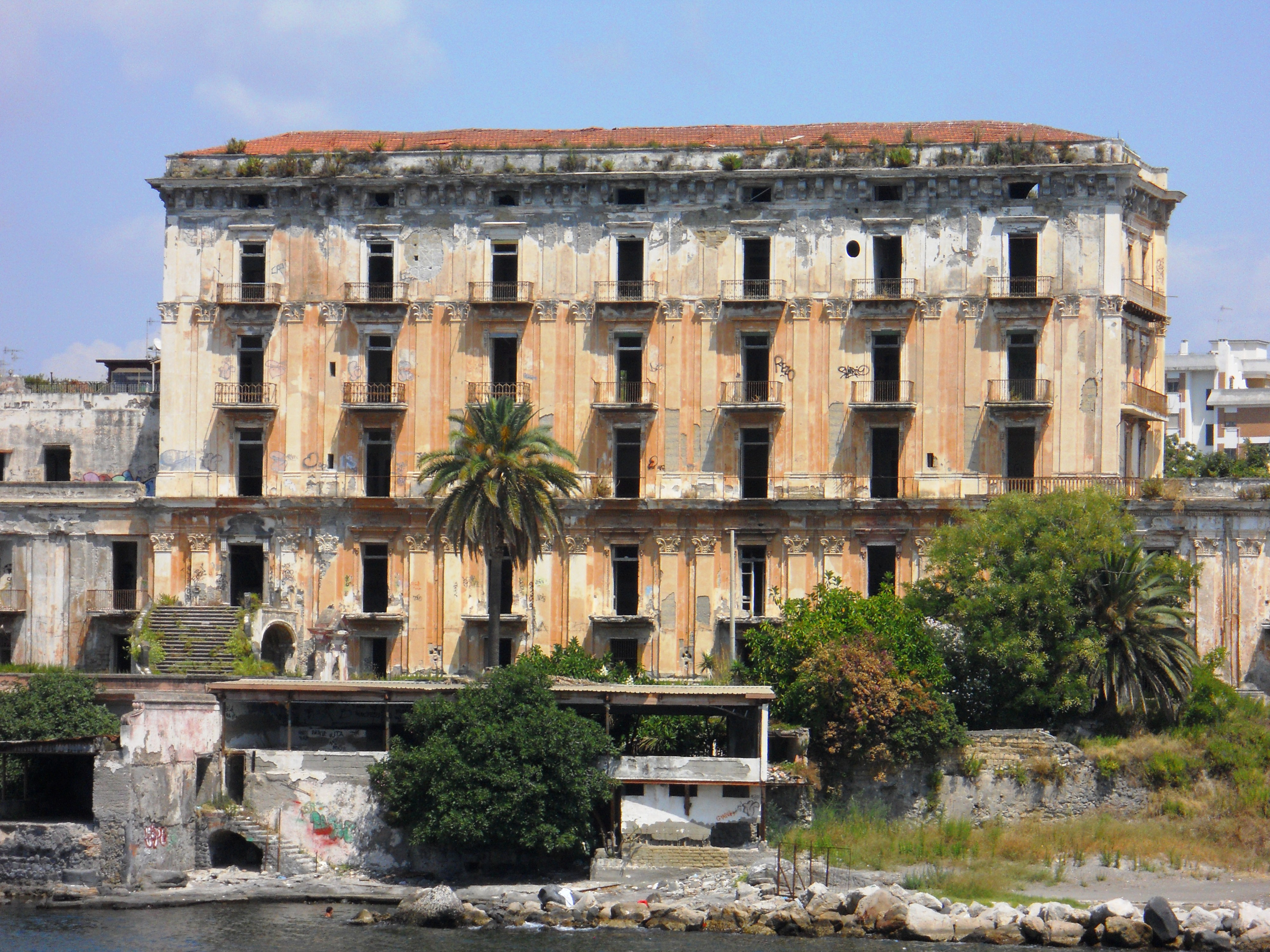
Vista generale dal mare (agosto 2011)
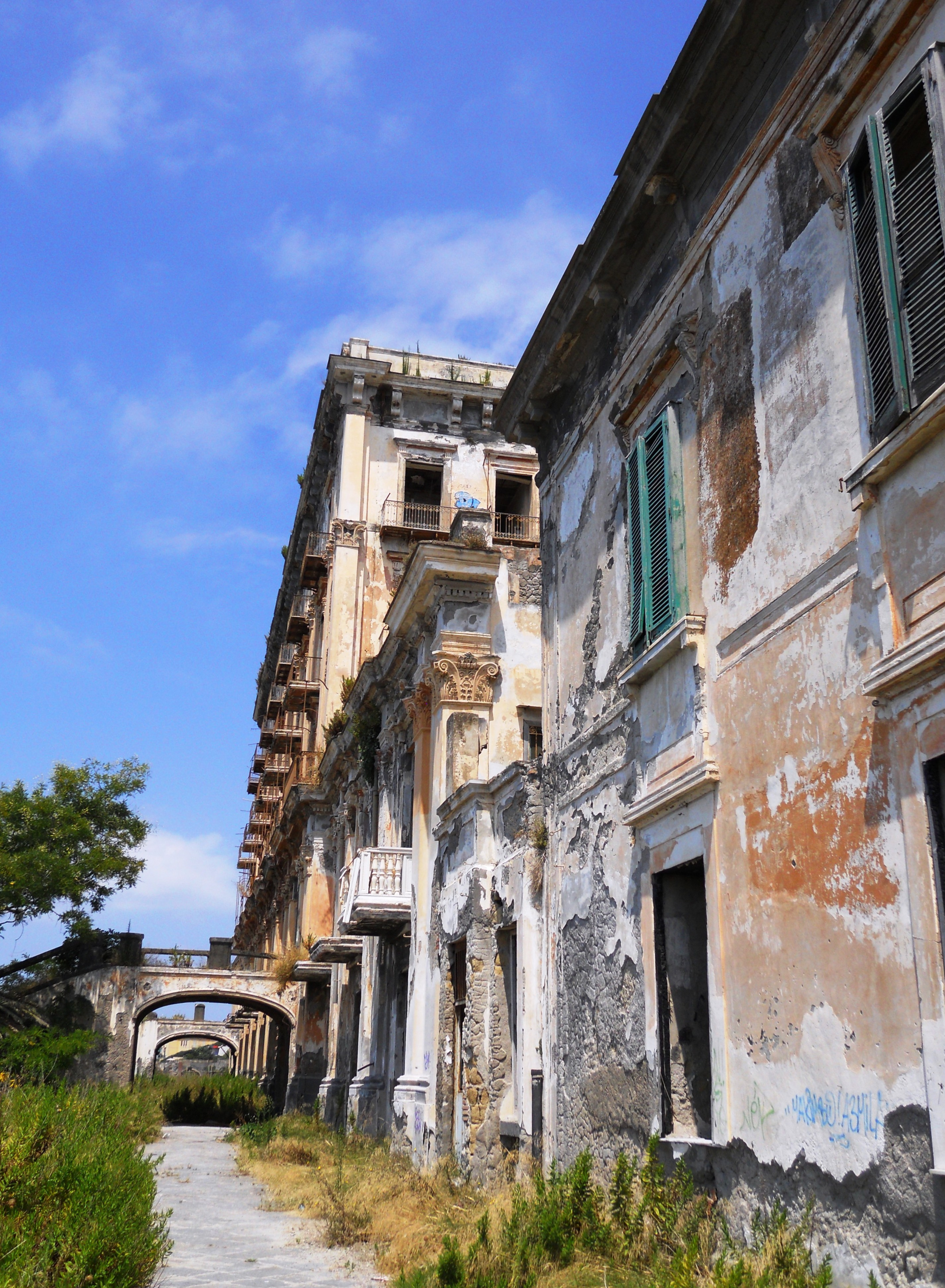
Il viale principale (agosto 2011)
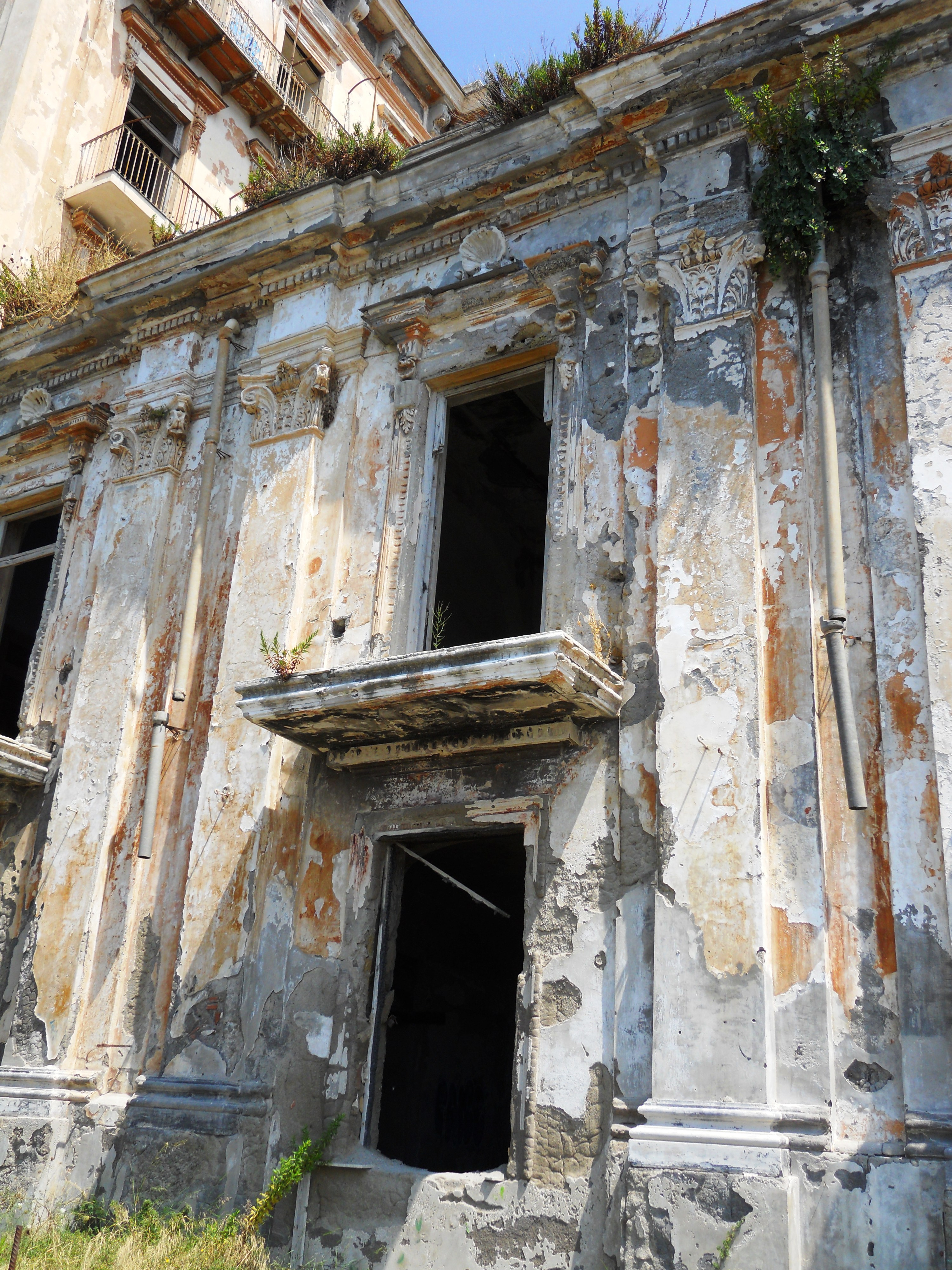
Finestre del piano terra (agosto 2011)
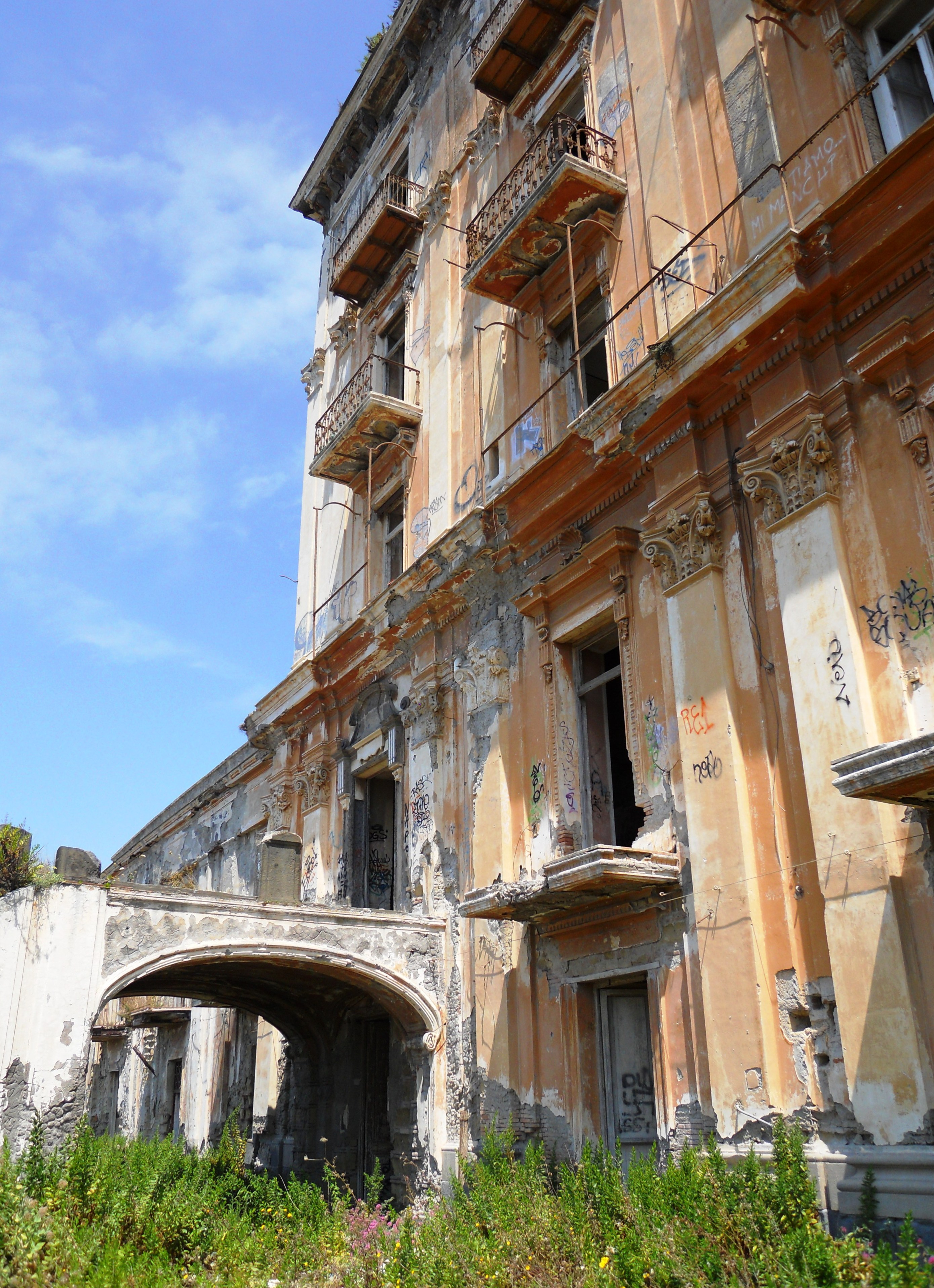
Uno degli scaloni di accesso (agosto 2011)
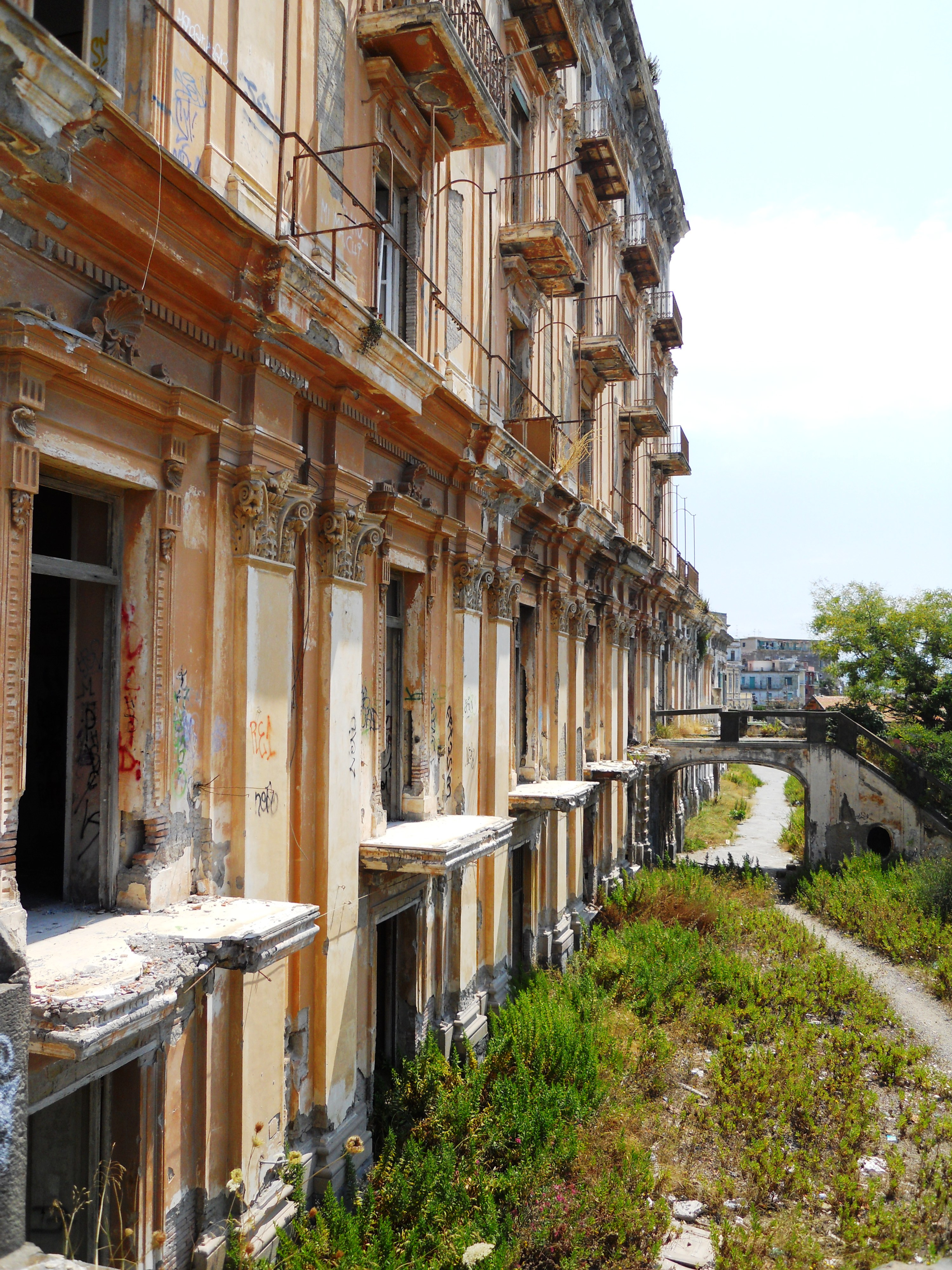
Facciata e viale principale (agosto 2011)
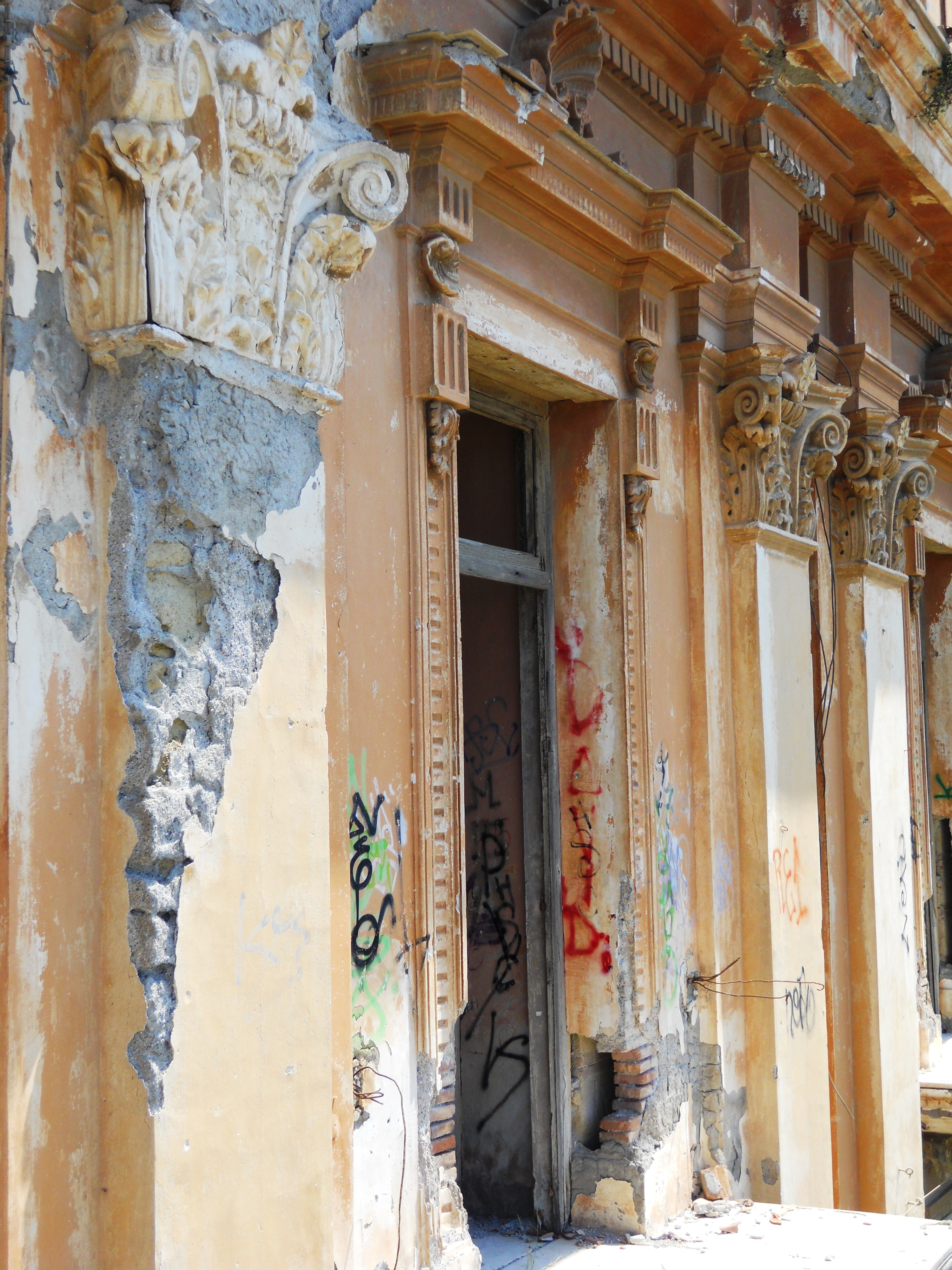
Particolare della facciata (agosto 2011)
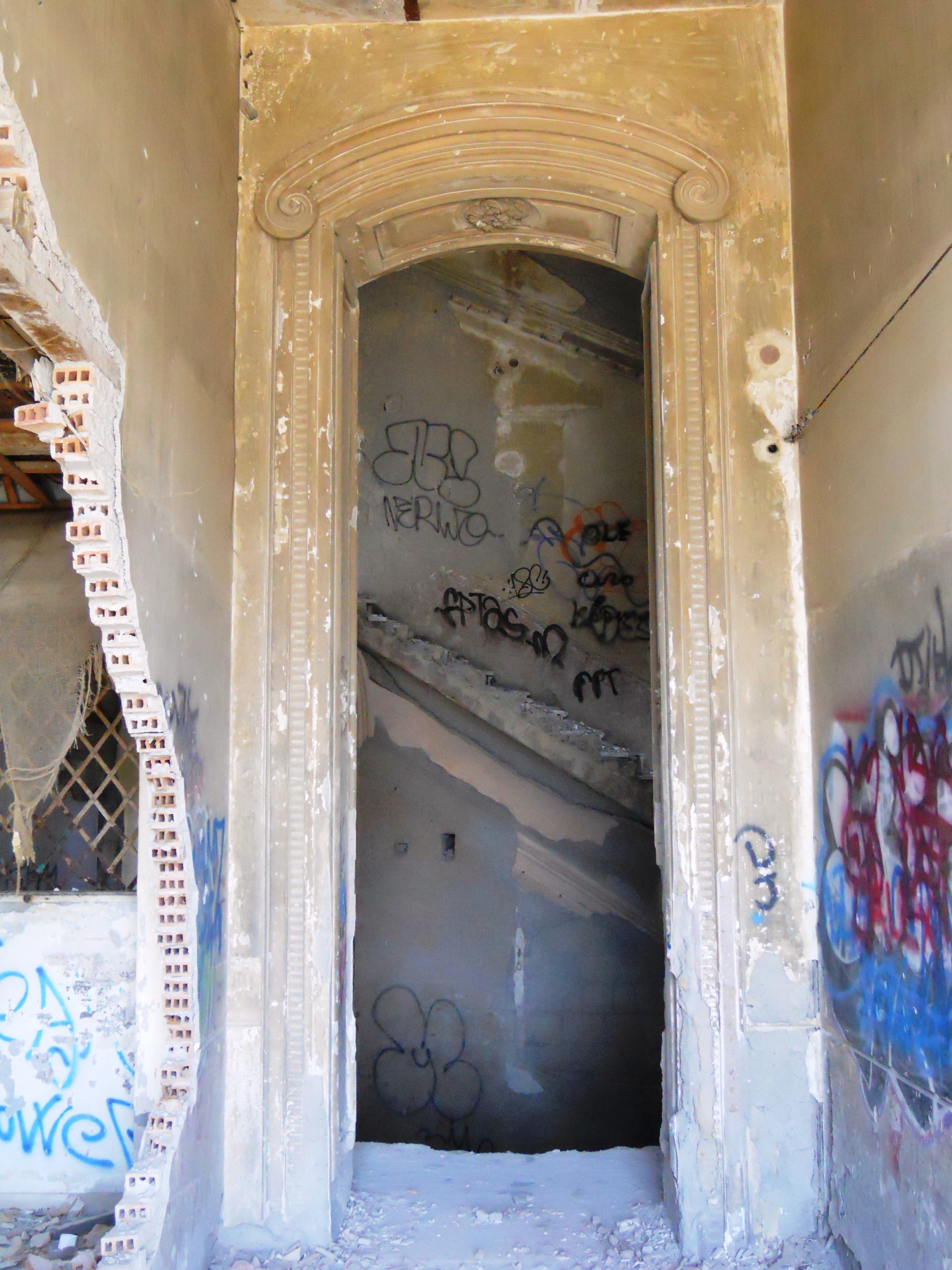
Porta d'ingresso sullo scalone d'onore (agosto 2011)
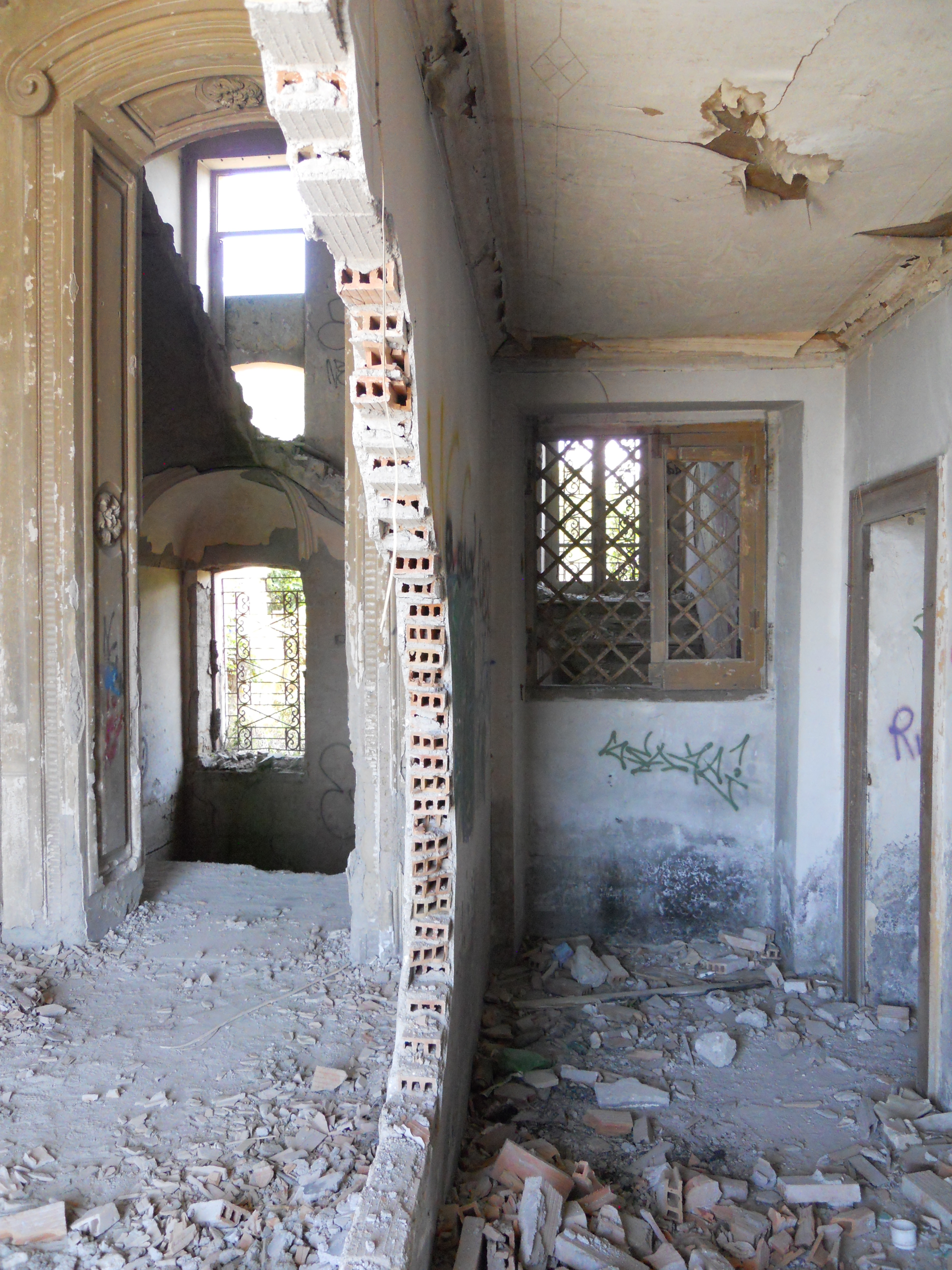
Interno (agosto 2011)
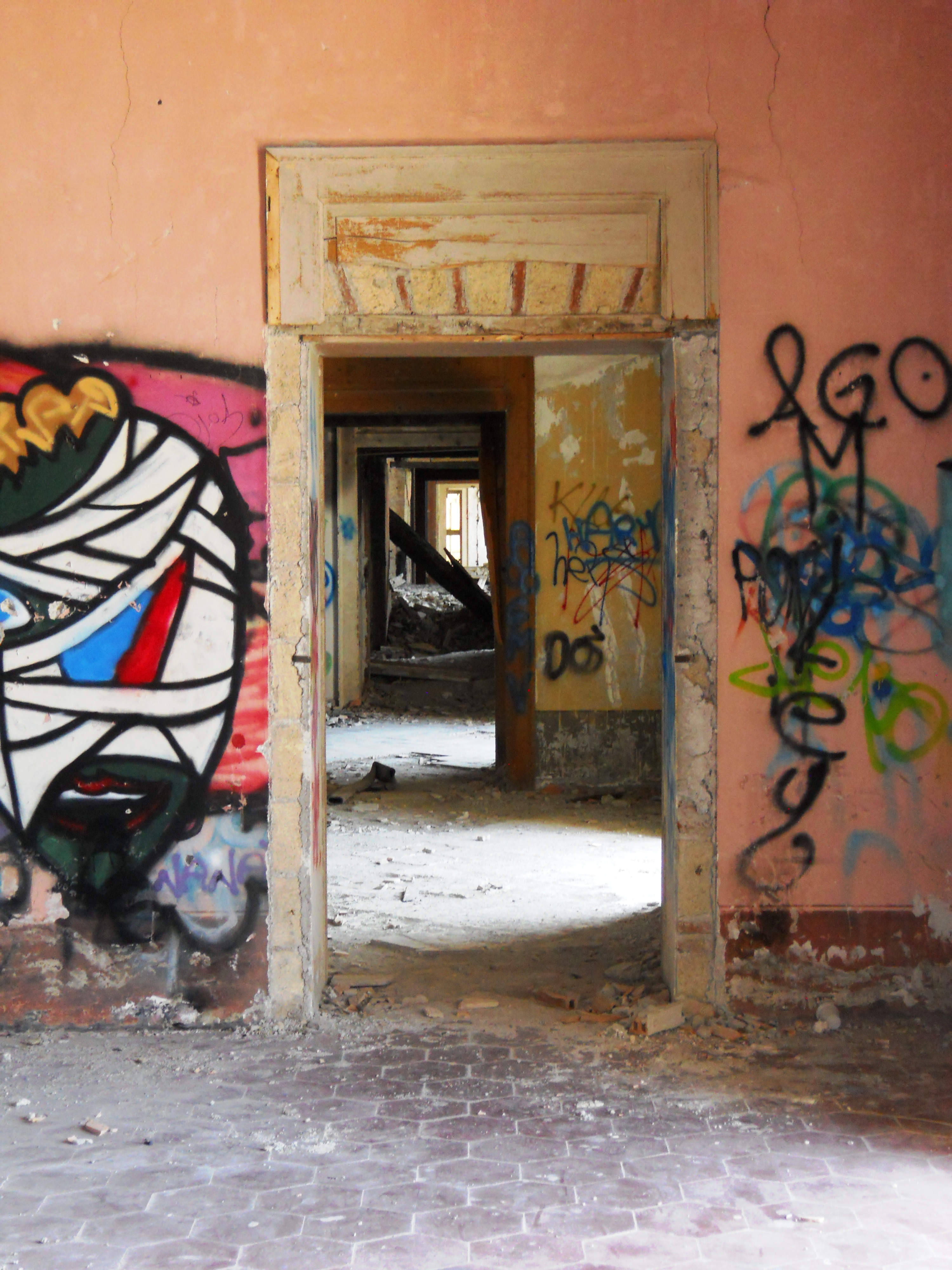
Interno 2 (agosto 2011)
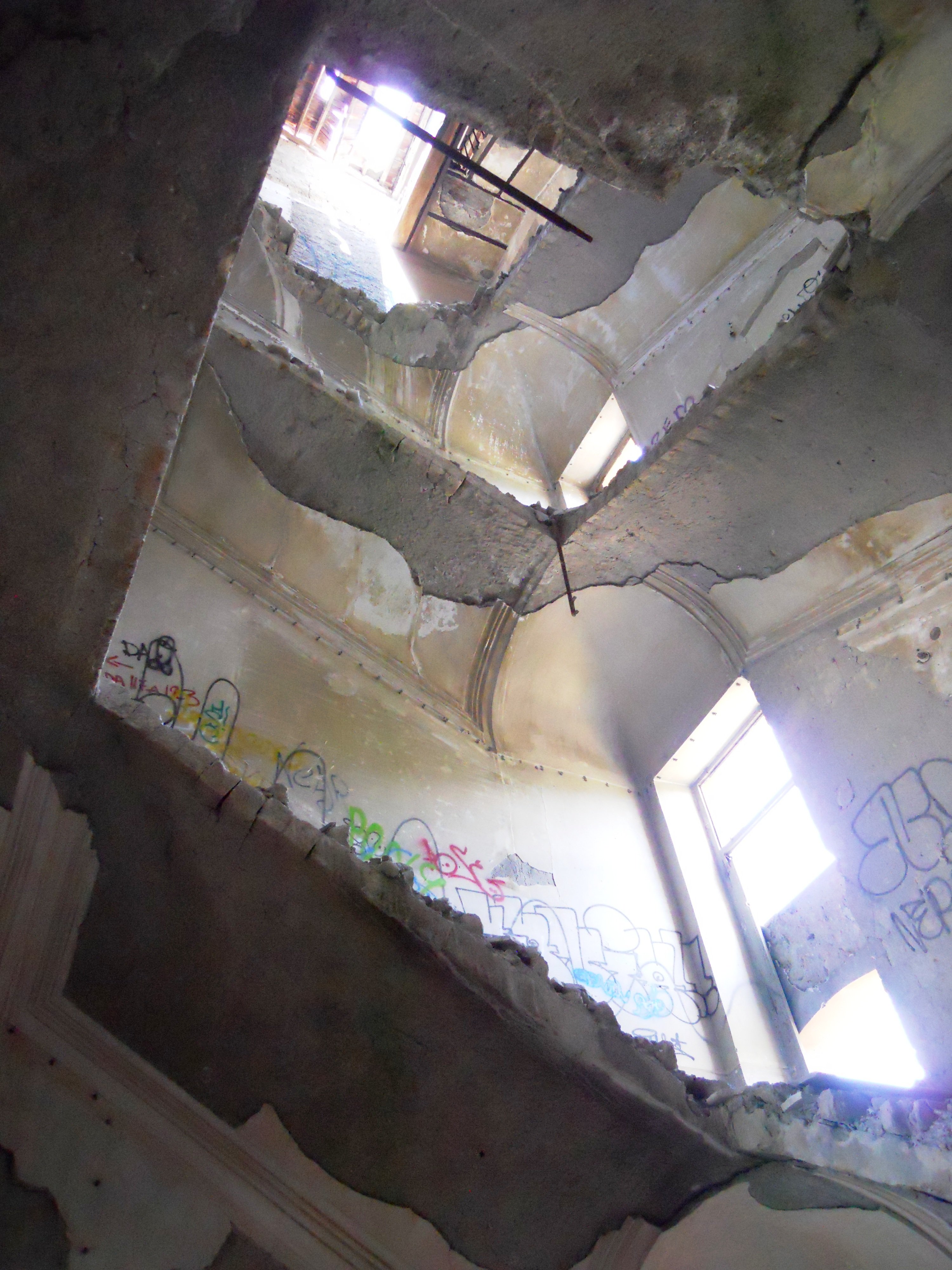
Scalone d'onore (agosto 2011)
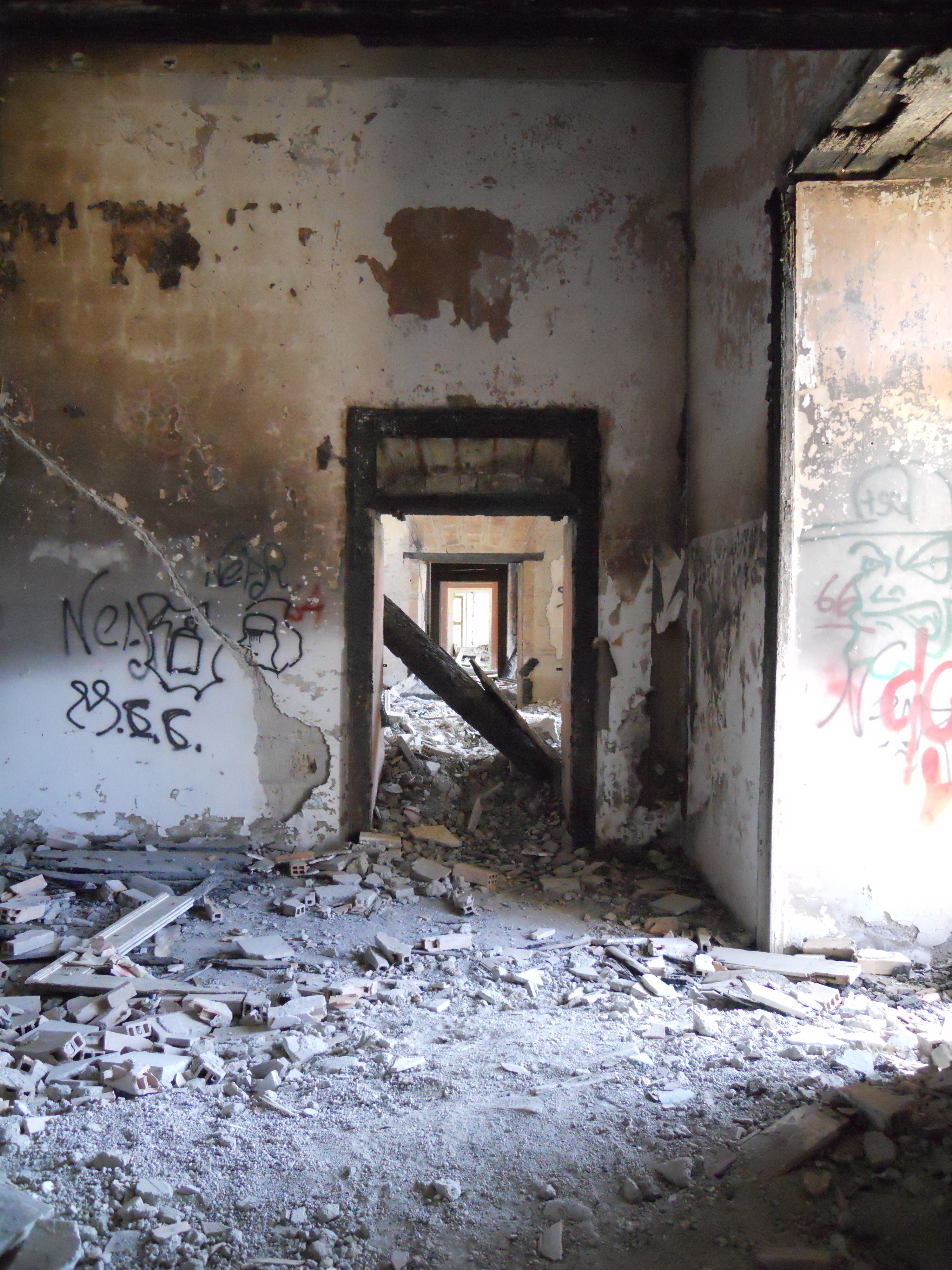
Interno 3 (agosto 2011)
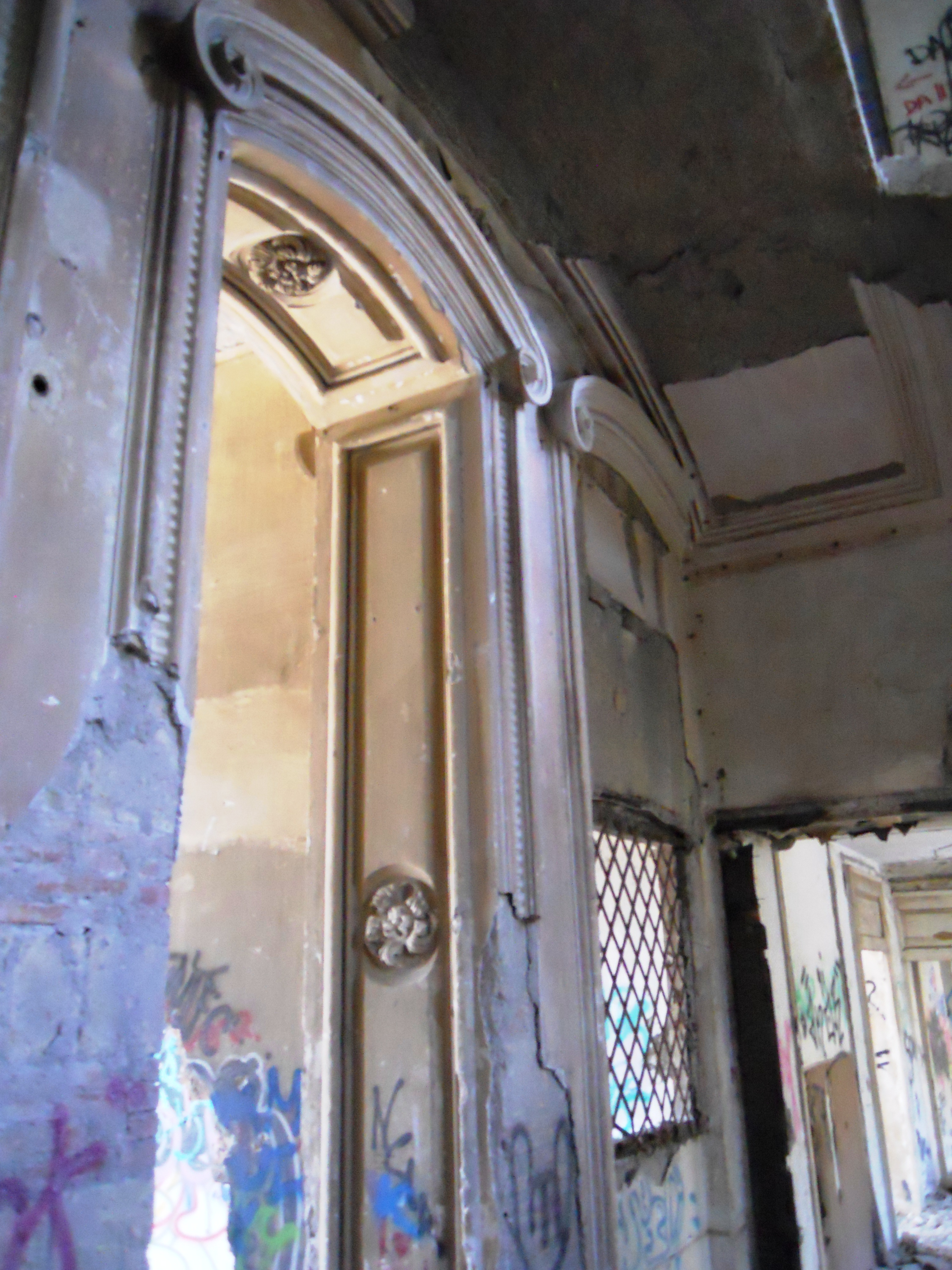
Porta d'ingresso allo scalone d'onore 2 (agosto 2011)
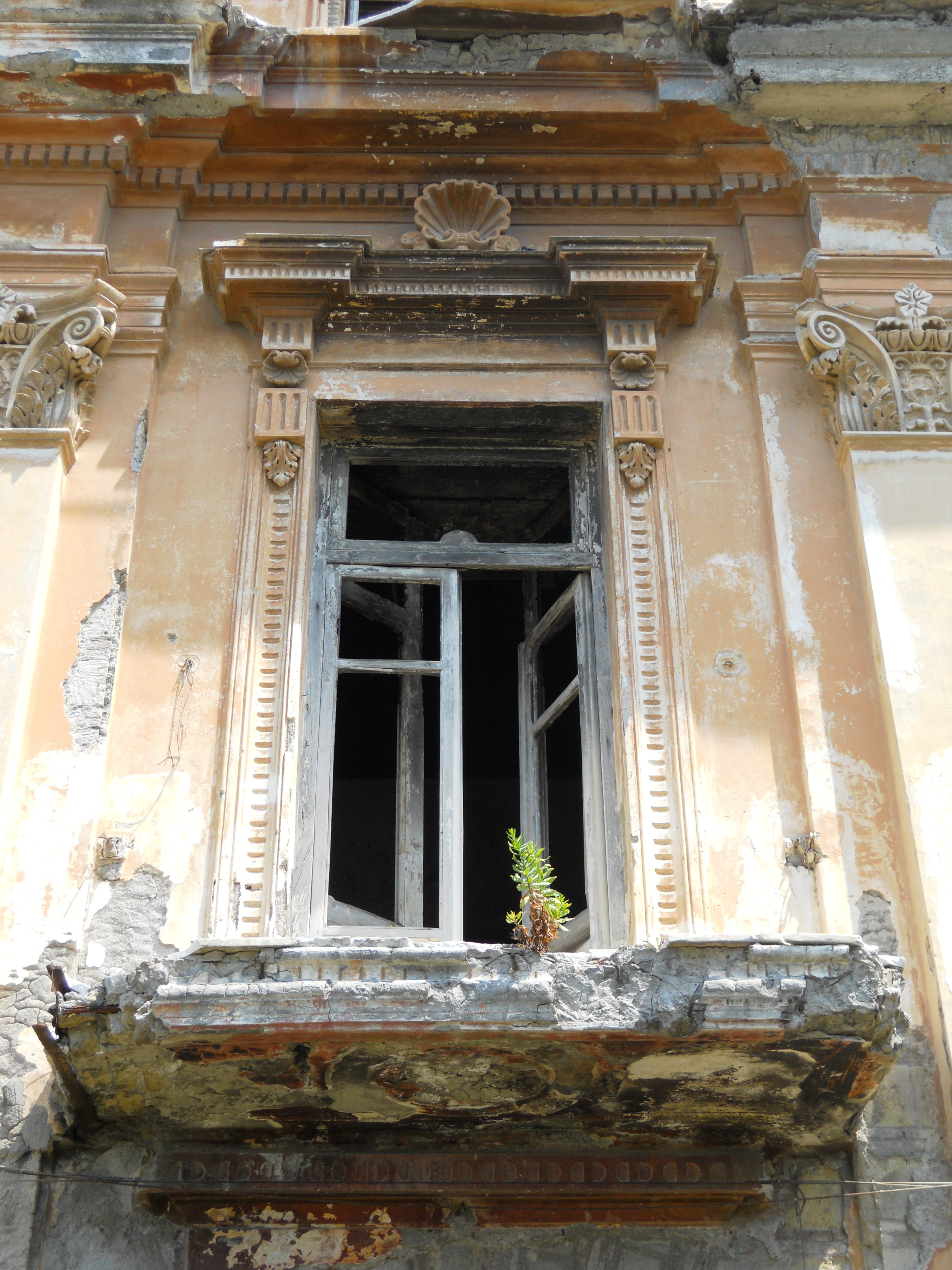
Finestra del primo piano (agosto 2011)
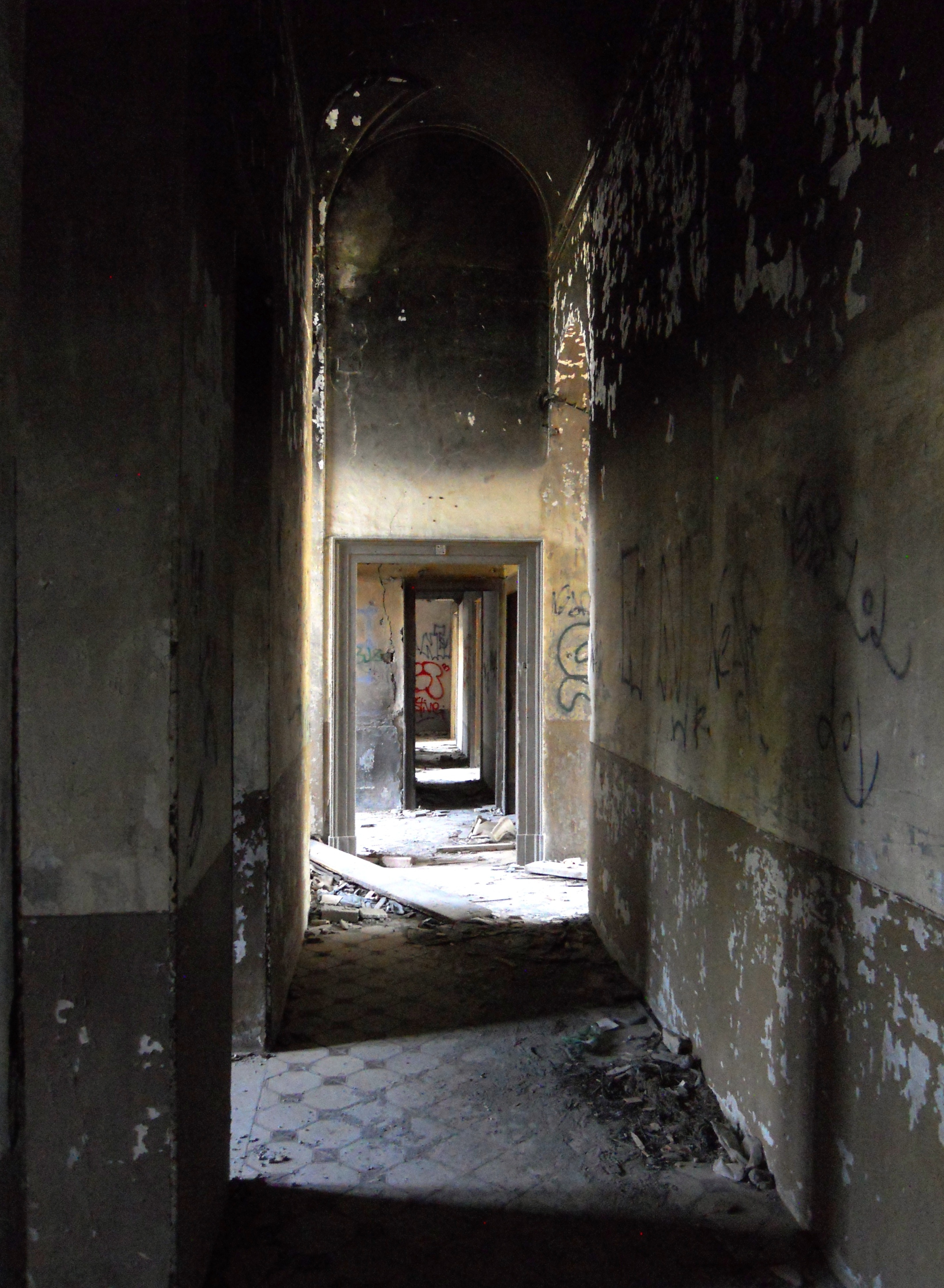
Corridoio del secondo piano (agosto 2011)
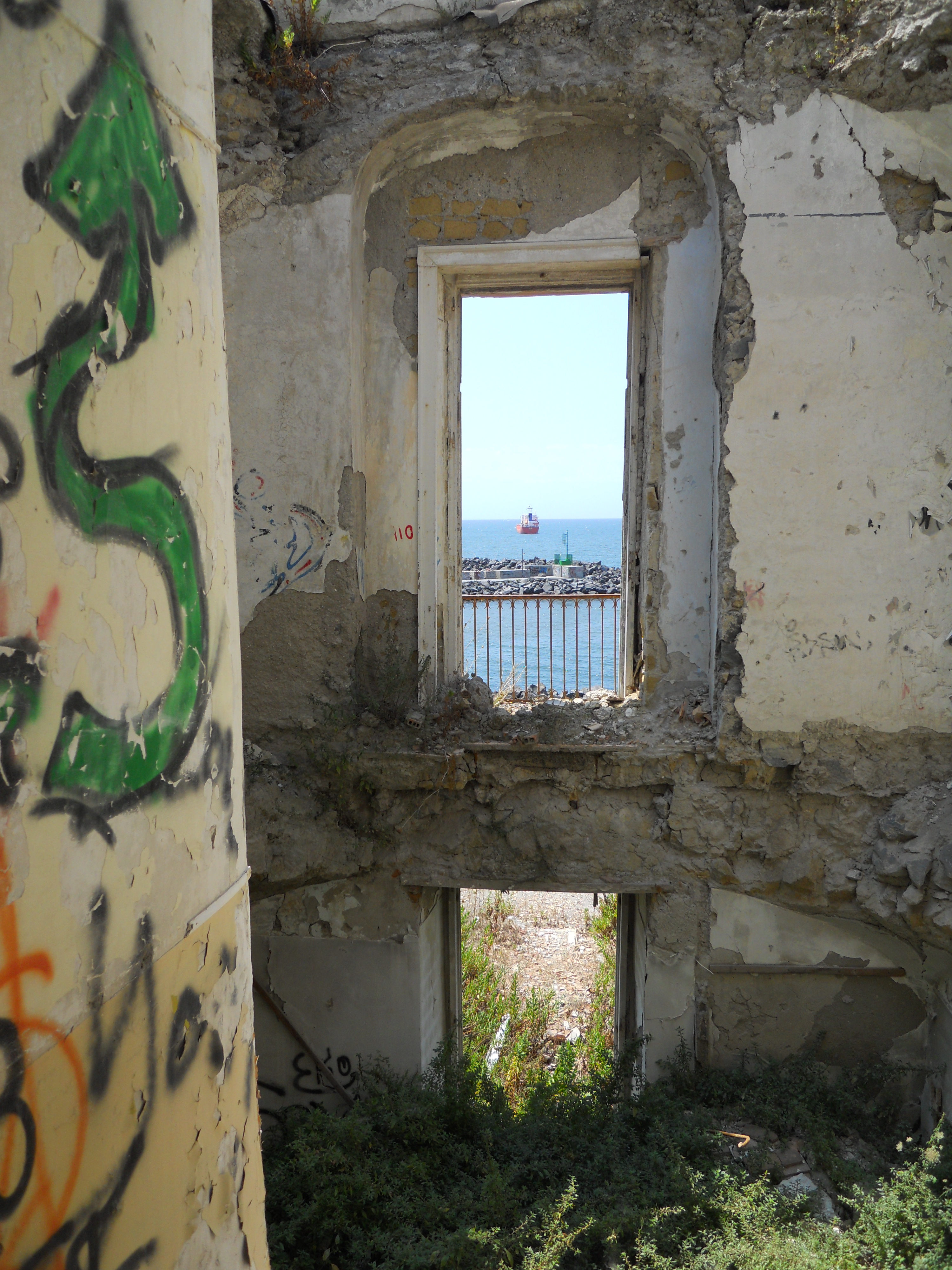
Vista della sezione nord-ovest, parzialmente crollata (agosto 2011)
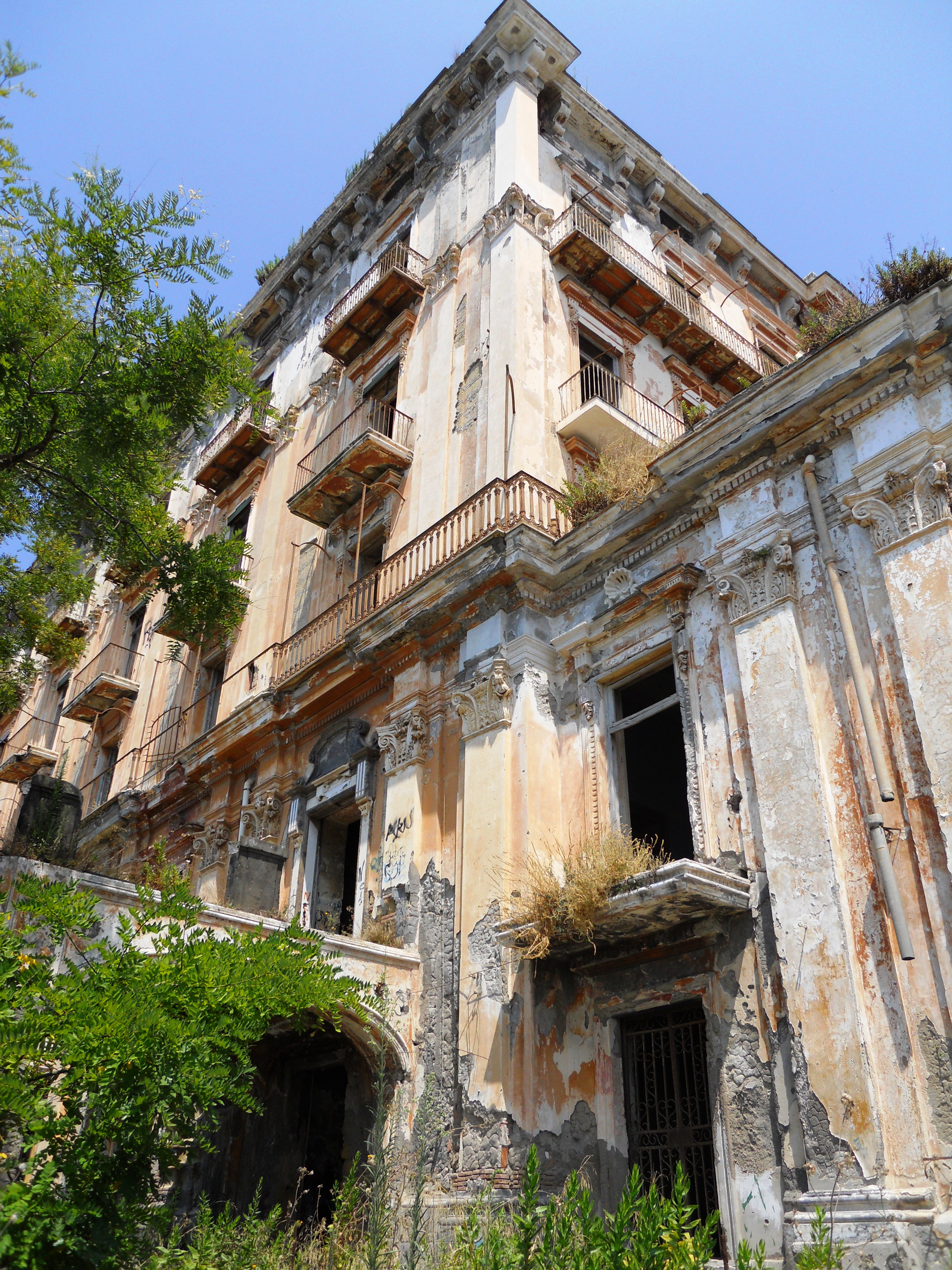
Facciata da sud-ovest (agosto 2011)